# Aleksandr Gan'kevič
Aleksandr Dmitrijevič Gan'kevič (in russo Александр Дмитриевич Ганькевич?; Mosca, 5 agosto 1995) è un cestista russo.

## Palmarès
- Coppa di Russia: 1

Nižnij Novgorod: 2022-2023
- VTB United League: 1

CSKA Mosca: 2023-2024
- Supercoppa VTB United League: 1

CSKA Mosca: 2024